# Sankt Lars kyrkoruin, Visby
S:t Lars är en kyrkobyggnad (ruin) i Visby i Visby stift. Kyrkan har fått sitt namn efter S:t Laurentius som dog martyrdöden på glödande halster. Ibland har kyrkan kallats S:t Anna efter modern till Jungfru Maria.

## Kyrkobyggnaden
Koret, som är den äldsta delen av byggnaden, är möjligen från 1100-talet. S:t Lars uppfördes i den centralförsamling som på grund av befolkningsökningen inrättades i Visby, sannolikt omkring 1210–1220, som gotlänningarnas församlingskyrka i denna. Omkring 1240 uppfördes på samma kyrkogård Drotten som tyskarnas församlingskyrka i denna församling. Kyrkan övergavs efter reformationen. Rent arkitektoniskt har S.t Lars sina förebilder i ortodoxa kyrkor, och det har (felaktigt) föreslagits att den skulle ha varit en rysk kyrka. Rimligare att tänka sig är en arkitekt influerad av rysk arkitektur.

## Bilder

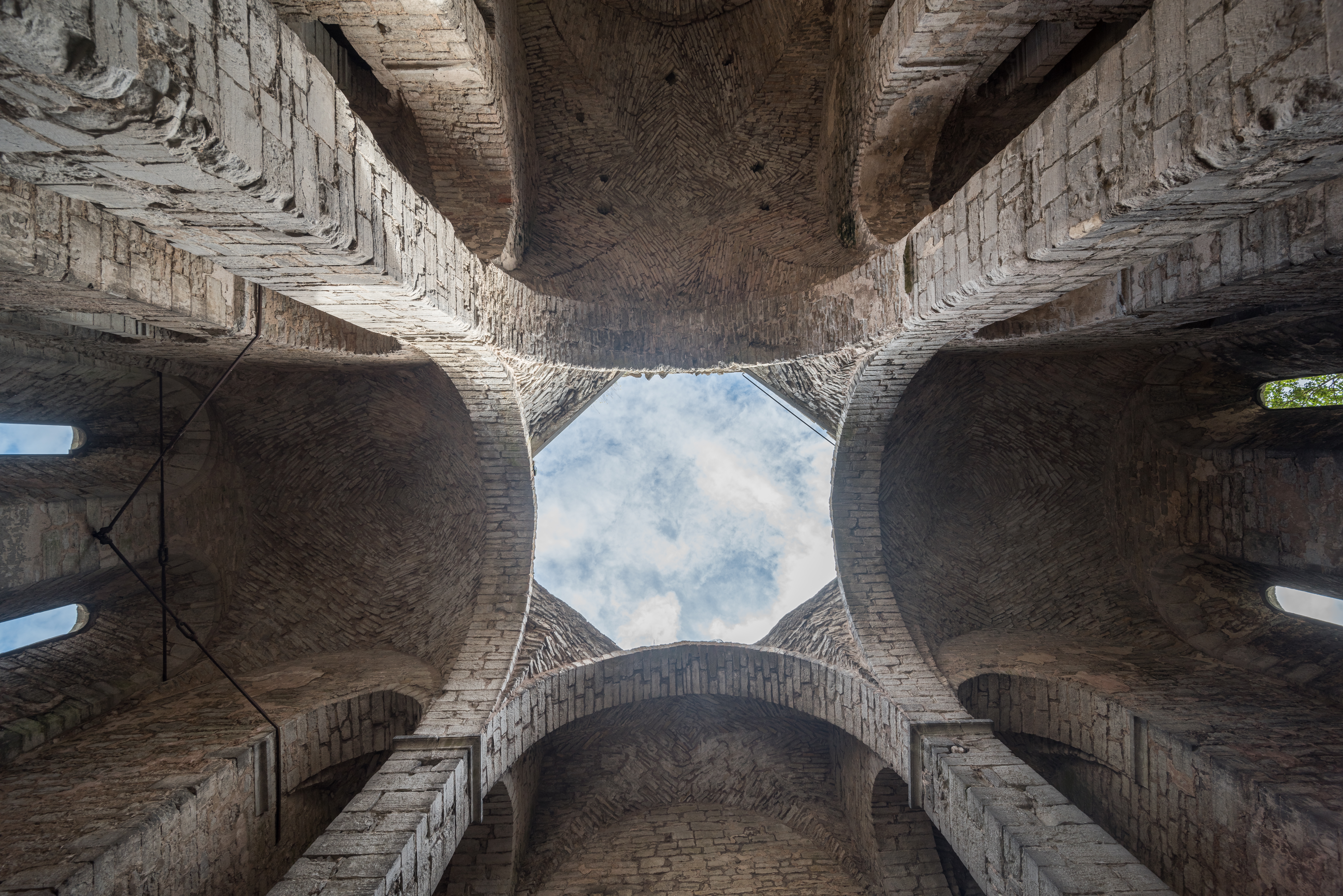
Ruinen 2019.
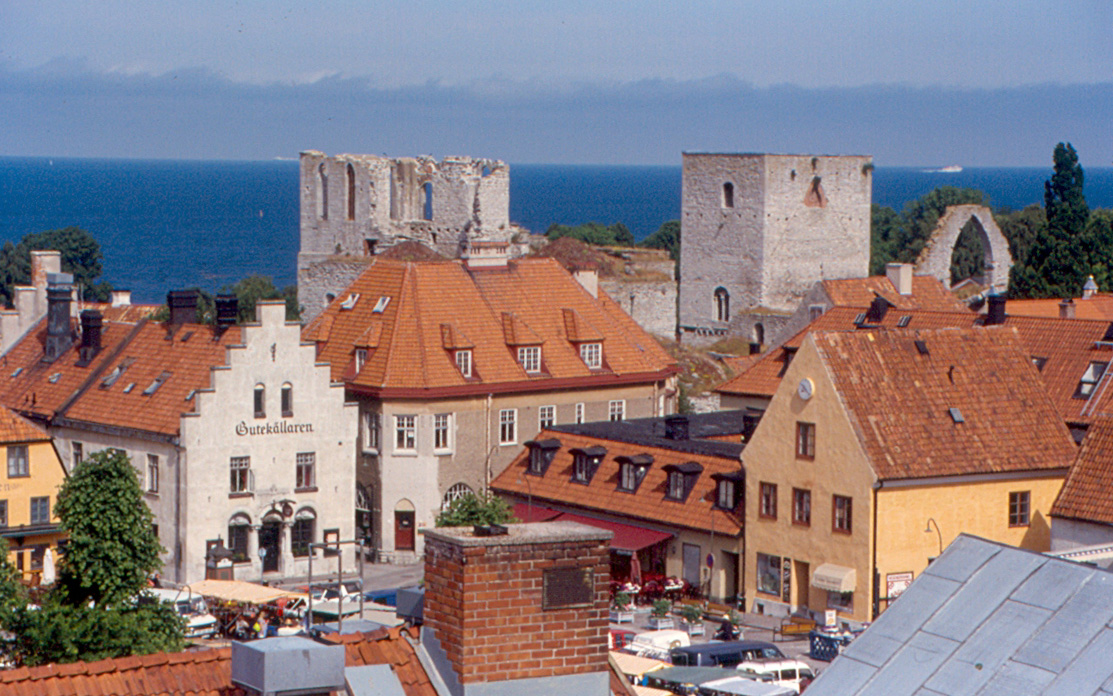
Sankt Lars kyrkoruin i Visby
- Sankt Lars och Drotten.
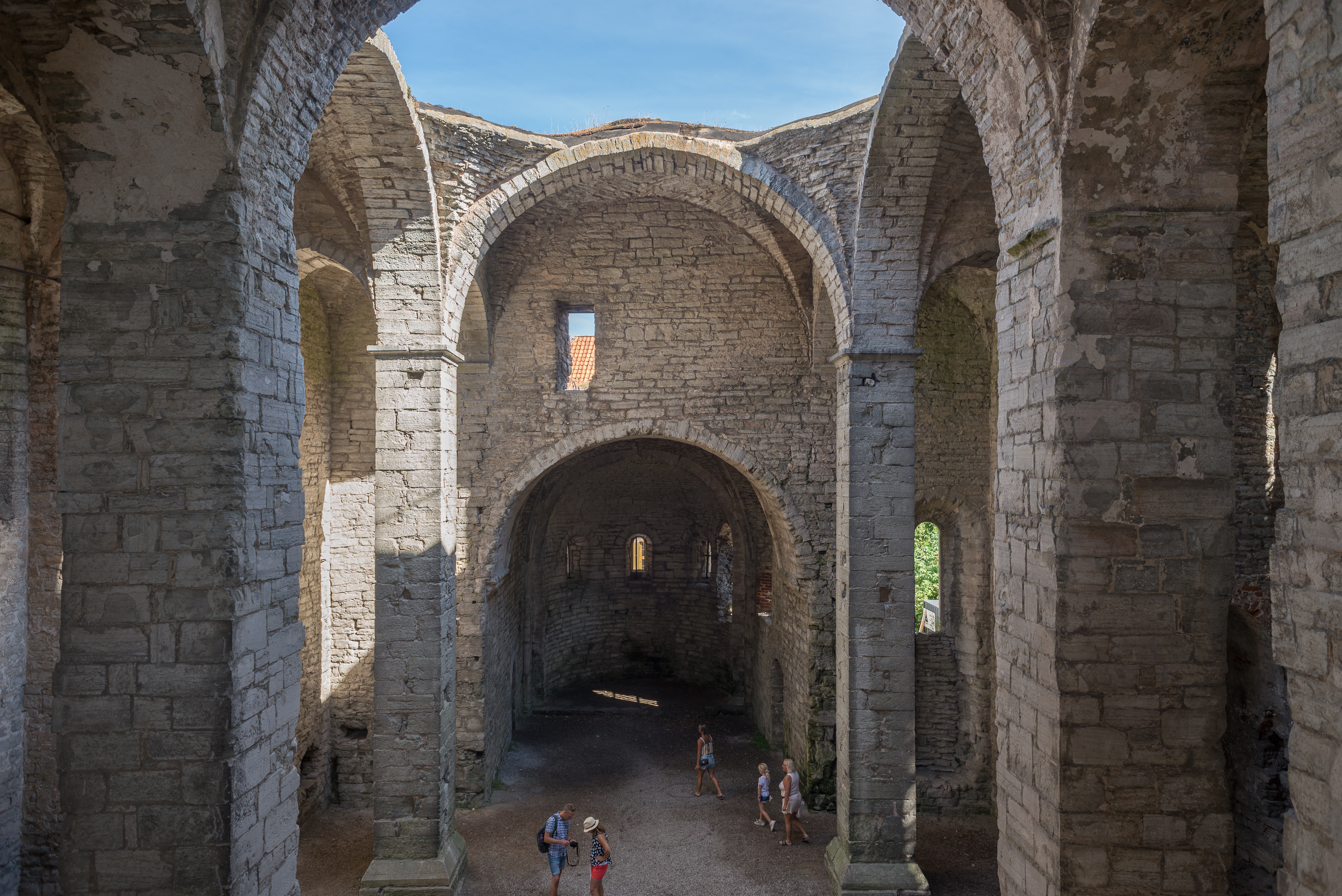
Ruinen 2020.